# Kellee Santiago
Kellee Santiago (ur. 1979 w Caracas w Wenezueli) – amerykańska projektantka i producentka gier komputerowych pochodzenia wenezuelskiego, współzałożycielka i prezes Thatgamecompany w latach 2006–2012. Santiago wychowywała się w Richmond w stanie Wirginia, gdzie od dziecka grała w gry komputerowe; do eksperymentowania z komputerami została zachęcona przez jej ojca, inżyniera oprogramowania. Podczas studiów na Tisch School of the Arts w ramach New York University wykazała aktywność w kinie eksperymentalnym, a swoje zainteresowania kontynuowała poprzez zdobycie stopnia magistra na wydziale sztuk filmowych University of Southern California. Jednakże podczas pobytu na tej uczelni zaangażowała się też w tworzenie gier komputerowych; przyczyniła się do produkcji gry Cloud autorstwa Jenovy Chena w ramach projektu studenckiego. Sukces tego dzieła nakłonił ją oraz Chena do założenia po zakończeniu studiów spółki Thatgamecompany, której została prezesem.
Santiago była producentką dwóch pierwszych gier studia, Flow oraz Flower. W przypadku ostatniej gry spółki pod tytułem Podróż skoncentrowała się bardziej na swojej roli jako prezes. Santiago realizowała się także jako sponsor Indie Fund, stowarzyszenia inwestującego w produkcję gier niezależnych, a także jako członkini konferencji TED. W 2010 roku wyszła za mąż za absolwenta USC Mike’a Steina. Po opuszczeniu Thatgamecompany brała udział w koordynacji prac nad konsolą Ouya.

## Życiorys
Santiago urodziła się w wenezuelskim mieście Caracas, a wychowywała się Richmond w stanie Wirginia. Od dziecka grała w gry komputerowe, bawiąc się wspólnie z jej młodszym bratem. Jedną z pierwszych gier, w które grała, była Sleuth; Santiago opisywała ją jako „prostą, ale pożyteczną i pełną życia”, jeśli chodzi o utrwalanie emocji u gracza. Jej ojciec, inżynier oprogramowania, miał w domu komputer z czasów jej dorastania i zachęcił ją, by ta eksperymentowała z owym sprzętem. W wieku 18 lat przeniosła się do Nowego Jorku. Rozpoczęła studia na Tisch School of the Arts na New York University, angażując się w działalność w teatrze amatorskim. Tam, zamiast adaptować starsze dzieła, wystawiała własne sztuki. Szczególnie interesowało ją wprowadzenie do jej sztuk elementów mediów interaktywnych. Santiago przypisywała te eksperymenty własnym doświadczeniom z pracą przy komputerze ojca, więc wykorzystywała je w praktyce w swoich przedstawieniach.
Santiago przeprowadziła się do Los Angeles w 2003 roku, kiedy miała 24 lata. Tam studiowała na wydziale mediów interaktywnych University of Southern California, po czym zdobyła stopień magisterski. Planowała początkowo pozostanie w teatrze, jednak na drugim semestrze wybrała kurs z historii projektowania gier komputerowych, prowadzony przez prof. Tracy’ego Fullertona. Wskutek tego ostatecznie zdecydowała się skupić na projektowaniu gier. Wówczas uświadomiła sobie, że gry komputerowe są rozplanowane chaotycznie, wykazując braki w sposobie komunikacji z graczem i przekazywania mu emocji. Podczas studiów wyprodukowała nagradzaną grę Cloud, stworzoną przez zespół studencki pod przywództwem Jenovy Chena; pracowała również nad takimi dziełami, jak Darfur is Dying. 
Cloud w zamierzeniu była eksperymentem mającym na celu ustalić, czy da się przekazać emocje w sposób inny niż w przypadku starszych gier komputerowych; miała także określić poziom zainteresowania społeczności grami tego typu. Dzieło to zostało pobrane ponad 400 tysięcy razy w ciągu pierwszych czterech miesięcy od wydania, co przekonało Santiago, żeby na stałe pozostać w przemyśle gier komputerowych. Ciepłe przyjęcie opublikowanej w 2005 roku produkcji zainspirowało ją i Chena, aby stworzyć własną spółkę tworzącą podobne dzieła, których projekt miał skupiać się bardziej na wywoływaniu emocji w graczu niż na ich mechanice. 

### Thatgamecompany
Po ukończeniu studiów, w maju 2006 roku Santiago założyła wraz z Chenem spółkę Thatgamecompany, która na podstawie umowy zawartej z Sony Computer Entertainment miała wyprodukować trzy gry na PlayStation Network. Santiago nie tylko została prezesem przedsiębiorstwa, ale również początkowo pełniła funkcję producentki. Nadal była jednak osobiście zaangażowana w tworzenie gier. Pierwszą ze stworzonych produkcji stanowił wydany w 2007 roku Flow, adaptacja gry stworzonej przez Chena w ramach pracy dyplomowej na USC. Dzieło to przyczyniło się do ustalenia pozycji studia jako kluczowej postaci niezależnego rynku gier komputerowych; w 2008 roku Gamasutra umieściła Thatgamecompany na liście najbardziej przełomowych producentów roku, podkreślając kluczową rolę Santiago. Drugą grę studia, a zarazem pierwszą samodzielnie przez nie stworzoną, był wydany w 2009 roku Flower. Obie pozycje spotkały się z pochwałami krytyków i zdobyły liczne nagrody, jak również generowały wysokie dochody ze sprzedaży. Na potrzeby trzeciego dzieła studia pod tytułem Podróż Thatgamecompany zatrudniło w roli producenta Robina Hunicke; umożliwiło to Santiago skoncentrowanie się na swej roli prezes. 29 marca 2012 roku Santiago ogłosiła rozstanie z Thatgamecompany, nie określając swoich planów na przyszłość.
W 2009 roku Santiago została członkinią konferencji TED, zabierając głos na posiedzeniu USC, na którym dyskutowała o roli gier komputerowych jako sztuki; rok później Roger Ebert opublikował polemiczny artykuł skierowany przeciwko jej tezom. Santiago jest jednym ze sponsorów Indie Fund, założonego w marcu 2010 roku stowarzyszenia inwestującego w produkcję niezależnych gier komputerowych. W październiku 2010 roku Santiago wyszła za mąż za Mike’a Steina, którego poznała wcześniej na USC. W 2011 roku czasopismo „Fast Company” umieściło ją wśród stu najbardziej wpływowych kobiet w branży technologicznej. W 2013 na blogu Ouya twórcy konsoli ogłosili, że Santiago dołączyła do nich w ramach koordynacji prac nad sprzętem.

## Poglądy i dewiza
Santiago twierdziła, że podczas działalności w Thatgamecompany jej dewizą było wywoływanie reakcji emocjonalnej u gracza. Miało to służyć ukazaniu, iż gry komputerowe mogą wywołać większy zakres doznań niż w przypadku „typowej” gry. Uważała, że celem Thatgamecompany jest tworzenie dzieł, które zarówno będą na nowo definiować rolę gier komputerowych jako medium porozumiewawczego, jak i spodobają się szerszej grupie ludzi. Poprzez takie działanie w jej opinii można zmienić resztę branży tak, aby podeszła ona do tworzenia gier bardziej jak do medium twórczego niż produktu. Zarówno poprzez pracę w Thatgamecompany, jak i przez działalność w Indie Fund, Santiago próbuje wesprzeć działalność przemysłu niezależnych gier komputerowych. Dokonuje tego poprzez dofinansowywanie i łączenie niezależnych producentów gier.